# Google Doodle
Pour les articles homonymes, voir Doodle.

Google Doodle Go Vote pour les élections de 2018 aux États-Unis.

Un Google Doodle, ou Doodle (de l'anglais doodle, désignant un gribouillage et permettant une paronomase avec « Google »), est une modification particulière et temporaire du logo de Google présentée pendant une journée sur la page d'accueil du moteur de recherche de l'entreprise. Les doodles sont créés pour célébrer des événements particuliers tels que les fêtes nationales, les anniversaires d'illustres personnages ou les Jeux olympiques.

## Origines et rôles

Premier Google Doodle, dédié au festival Burning Man.

Le premier des Google Doodles fut dessiné en 1998 pour le festival Burning Man : les fondateurs de Google voulaient signaler leur présence à ce festival en intégrant une silhouette en flammes dans le logo de l'époque,,. La tradition a continué jusqu'à aujourd'hui, plus de mille logos étant réalisés.
Les Doodles sont créés pour célébrer des événements particuliers tels que les fêtes nationales, les anniversaires d'illustres personnages ou les Jeux olympiques. La conquête de l'espace est un thème privilégié. Ils peuvent aussi signaler des événements qui n'étaient pas programmés, comme la publication de l'étude sur Darwinius masillae.
Sergey Brin, cofondateur de Google, dépose le brevet des Google Doodles le 22 mars 2011 en précisant que l'objectif principal de ces logos est la promotion d’une compagnie. Cette utilisation comme outil cybermarketing est confirmée par le Doodle du 8 février 2011, qui fête l'anniversaire de la naissance de Jules Verne en représentant le sous-marin de Vingt mille lieues sous les mers, Amazon effectuant ce jour-là une promotion du livre.
Google Gravity est une autre expérimentation web créée en 2009 par Ricardo Cabello, également connu sous le pseudonyme "Mr.doob". Cette application interactive applique une simulation de gravité à la page d'accueil de Google, provoquant l'effondrement des éléments de l'interface sous l'effet d'une force gravitationnelle simulée. Cette démonstration ludique met en avant les capacités des technologies web modernes telles que HTML5 et JavaScript. Contrairement aux Doodles, qui sont des modifications temporaires du logo de Google pour célébrer des événements spécifiques, Google Gravity est une expérimentation indépendante qui transforme l'interface utilisateur de manière interactive.

## Forme des Doodles
Un Doodle apparaît généralement une seule journée mais, plus rarement, des Doodles peuvent former une série sur plusieurs jours de suite. En fonction de la portée considérée de l'événement, les Google Doodles sont visibles soit simultanément dans un grand nombre de pays, soit dans un pays en particulier. 
Chaque Doodle porte un lien hypertexte qui mène vers la page de résultats obtenue pour une recherche sur une chaîne de caractères décrivant le sujet célébré. Ceci engendre une curiosité auprès des visiteurs, et entraîne une importante hausse de trafic vers les sites les mieux référencés pour ce motif de recherche. Les webmestres n'en sont cependant pas prévenus, ce qui peut causer un déni de service. Pour y remédier, Google modifie la chaîne de recherche au cours de la journée.
Le 15 avril 2011 est créé le premier doodle vidéo pour les 122 ans de la naissance de Charlie Chaplin.
Le premier Google Doodle sous forme de jeu vidéo interactif est en ligne les 21, 22 et 23 mai 2010. Il s'agit d'un clone de Pac-Man, célébrant le 30e anniversaire du jeu. Le bouton « J'ai de la chance » était pour l'occasion remplacé par un bouton « Insérer des pièce(s) » permettant de démarrer le jeu (qui pouvait également l'être en attendant quelques secondes après le chargement de la page),.
Certains Google Doodles faisaient apparaître des triforces cachées. Cependant, après s'en être aperçu, Google les a finalement retiré.

## Auteurs
La majorité des Doodles ont été réalisés par Dennis Hwang. Le premier qu'il a entièrement réalisé est celui de la fête nationale française en 2000. Quelques Doodles ont été créés par d'autres artistes tels que Scott Adams lors de la semaine spéciale Dilbert du 20 au 24 mai 2002 — quatre logos de Google peu modifiés, en dessous desquels les personnages de Dilbert discutaient des modifications possibles, le logo représentant Dilbert n'apparaissant que le dernier jour.

## Réactions
Aux États-Unis, Google a essuyé des critiques de la part des conservateurs, pour son choix jugé insuffisamment patriotique dans les événements célébrés. En effet, le 4 octobre 2007, le site a célébré le 50e anniversaire du lancement de Spoutnik par l'Union soviétique, ancien ennemi des États-Unis durant la guerre froide, ainsi que diverses dates que les critiques estiment insignifiantes, mais ne l'a pas fait pour le Memorial Day ou le Veterans Day.
Exalead a repris le principe. Le 1er avril 2007, leur logo reprenait les couleurs de Google et un poisson d'avril y était accroché.

## Galerie

Exemples de Google Doodles
125e anniversaire de la naissance de Walter Gropius (18 mai 2008).
25e anniversaire de Tetris (6 juin 2009).